# Stephen Parry
Stephen Benjamin Steve Parry (Liverpool, Inglaterra, 2 de marzo de 1977) es un nadador británico especializado en pruebas de estilo mariposa, donde consiguió ser medallista de bronce olímpico en 2004 en los 200 metros.

## Carrera deportiva
En los Juegos Olímpicos de Atenas 2004 ganó la medalla de bronce en los 200 metros estilo mariposa, con un tiempo de 1:55.52 segundos, tras el estadounidense Michael Phelps (récord olímpico con 1:54.04 segundos) y el japonés Takashi Yamamoto.

## Palmarés internacional
| Juegos Olímpicos                                | Juegos Olímpicos   | Juegos Olímpicos  | Juegos Olímpicos |
| Año                                             | Lugar              | Medalla           | Prueba           |
| ----------------------------------------------- | ------------------ | ----------------- | ---------------- |
| 2004                                            | Atenas ( Grecia)   | Medalla de bronce | 200 m mariposa   |
| Campeonato Europeo de Natación en Piscina Corta |                    |                   |                  |
| Año                                             | Lugar              | Medalla           | Prueba           |
| 2000                                            | Valencia ( España) | Medalla de bronce | 200 m mariposa   |
| 2000                                            | Valencia ( España) | Medalla de bronce | 4x50 m libres    |
| Campeonato Europeo de Natación                  |                    |                   |                  |
| Año                                             | Lugar              | Medalla           | Prueba           |
| 1997                                            | Sevilla ( España)  | Medalla de bronce | 200 m mariposa   |